# Satanocrater ruspolii
Satanocrater ruspolii är en akantusväxtart som först beskrevs av Gustav Lindau, och fick sitt nu gällande namn av Gustav Lindau. Satanocrater ruspolii ingår i släktet Satanocrater och familjen akantusväxter. Inga underarter finns listade i Catalogue of Life.